# Darwin Nieves
Darwin Nieves, vollständiger Name Darwin Daniel Nieves Vagnoni, (* 24. Juni 1990 in Montevideo) ist ein uruguayischer Fußballtorhüter.

## Karriere

### Verein
Darwin Nieves gehörte zu Beginn seiner Karriere mindestens ab 2007 der Jugendmannschaft und spätestens ab der Saison 2011/12 dem Erstligakader von Liverpool Montevideo an. In jener Spielzeit lief er einmal in der Primera División auf. Im März 2012 wechselte er zum chilenischen Verein CD Arturo Fernández Vial. Dort bestritt er 18 Partien in der Segunda División und erzielte einen Treffer. Ende Januar 2013 schloss er sich dem uruguayischen Zweitligisten Huracán FC an. In der Saison 2013/14 absolvierte er beim in Montevideo ansässigen Klub zwölf Begegnungen in der Segunda División. In der Spielzeit 2014/15 sind weder Einsätze noch eine Kaderzugehörigkeit im Profifußball verzeichnet. In der Spielzeit 2015/16 wird er in Reihen des chilenischen Zweitligisten Municipal Mejillones geführt. Dort kam er dreimal in der Segunda División zum Einsatz. Anfang Juli 2016 wechselte er zum Universidad O&M FC in die Dominikanische Republik.

### Nationalmannschaft
Nieves gehörte der uruguayischen U-17-Nationalmannschaft an und war Teil des Kaders bei der U-17-Südamerikameisterschaft 2007 in Ecuador.